# Pavel Nový
Pavel Nový (Plzeň, 5 settembre 1948) è un attore ceco.

## Biografia
Attuale membro del laboratorio teatrale studio Ypsilon di Praga, Pavel Nový, all'età di soli 13 anni, intraprende la carriera di attore cinematografico nel ruolo di Vláda in Kuřata na cestách, film ceco in bianco e nero per famiglie diretto da Václav Vorlícek, uscito il 1º giugno 1962. A partire dagli anni novanta appare nei più importanti lungometraggi del regista ceco Jan Švankmajer tra i quali Spiklenci slasti ed Otesánek. Il 7 settembre 2007, a causa della puntura di una zanzara infetta, Nový contrae il virus del Nilo occidentale che lo costringe alla sedia a rotelle; riacquisterà l'uso delle gambe solo dopo 5 mesi di riabilitazione nell'ospedale di Kladruby da cui verrà dimesso il 10 aprile 2008.

## Filmografia (parziale)
- 1962 – Kuřata na cestách
- 1978 – Balada pro banditu
- 1984 - Amadeus
- 1996 - Spiklenci slasti
- 2000 - Otesánek
- 2004 - Snowboarďáci
- 2006 - Ho servito il re d'Inghilterra
- 2005 - Šílení
- 2010 - Surviving Life